# Gaius Valgius Rufus
Gaius Valgius Rufus (* um 65 v. Chr.; † nach 12 v. Chr.) war ein römischer Schriftsteller, der zur Zeit des Augustus lebte. Er verfasste neben Gedichten in der Tradition der Neoteriker auch Werke über Rhetorik, Grammatik und Heilpflanzenkunde und bekleidete 12 v. Chr. das Konsulat.
Valgius Rufus wurde um 65 v. Chr. geboren. Wie Gaius Octavius (der spätere Augustus) war er als junger Mann ein Schüler des berühmten griechischen Rhetors Apollodor von Pergamon, dessen Vorlesungen er Quintilian zufolge mit großer Sorgfalt ins Lateinische übersetzte. Seinem ehemaligen Mitschüler Augustus widmete er später ein unvollendet gebliebenes Werk über Heilpflanzen, das Plinius dem Älteren als Quelle für seine Naturalis historia diente.
Offenbar dichtete Valgius zahlreiche Elegien, in denen er den Verlust seines Freundes Mystes beklagte. Horaz riet ihm daraufhin, auch einmal über die militärischen Erfolge des Augustus zu schreiben. Von den Elegien des Valgius sind nur kurze Fragmente überliefert; eines davon behandelt einen bisher nicht identizierten Codrus, der Gedichte im Stil des Neoterikers Gaius Helvius Cinna verfasste. Sein lyrisches Werk umfasste auch Epigramme sowie vermutlich bukolische Gedichte.
In der römischen Literaturszene seiner Zeit stand Valgius in hohem Ansehen. Horaz nennt ihn neben Augustus, Maecenas und Vergil unter den Personen, deren literarisches Urteil er schätzt. Im Panegyricus Messallae, einem Lobgedicht auf den Feldherrn und Autor Marcus Valerius Messalla Corvinus, wird er sogar mit Homer verglichen.
Trotz der hohen Meinung, die seine Zeitgenossen anscheinend von Valgius hatten, sind von seinen Werken nur einige Fragmente von Gedichten sowie der grammatische Fragen behandelnden Briefsammlung De rebus per epistulam quaesitis erhalten geblieben. Ein Grund dafür könnte sein, dass Valgius als poeta doctus aufgrund zahlreicher gelehrter Anspielungen auf andere Autoren für spätere Leser nur schwer verständlich war.
Im Jahr 12 v. Chr. bekleidete Valgius zusammen mit Lucius Volusius Saturninus als nachgewählter Konsul das Konsulat. Sein genaues Todesjahr ist nicht bekannt, möglicherweise überlebte er den 14 n. Chr. verstorbenen Augustus.